# リトルジャックオーケストラ
リトルジャックオーケストラ（LittleJack Orchestra）は、ゲームの曲を中心に演奏活動をしているアマチュア管弦楽団。川崎市・大田区・横浜市を中心に活動。

## プロフィール
2000年2月、植松伸夫ファンサイト掲示板で「ゲームの音楽を生の楽器で演奏したい」「ゲーム音楽をオーケストラで生演奏したい」という話が持ち上がり、多くの賛同者が現れ、2000年5月に団を結成。
現在70名を超える管弦楽団となる。
ゲーム音楽を定期演奏会で演奏するアマチュアオーケストラとしては日本では初めての管弦楽団。
原則として楽譜はメーカーが提供するものを使用する方針としているが、楽譜が市販されていない場合は「らいぶら隊」と呼ばれる団内の組織が楽譜の作成を行う。
これまでに白鳥英美子、関山幸弘、RIKKIと共演。植松伸夫のファン感謝祭イベントにも参加。
演奏した曲目の作曲者との交流もある模様。

## 常任指揮者
志村健一